# Setter

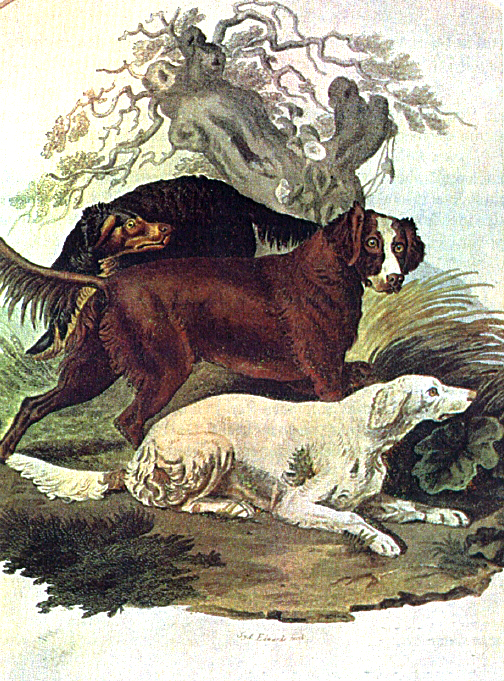
Tre typer av setter från Cynographia Britannica av Sydenham Edwards år 1800.

Setter är ett samlingsnamn för en typ av stående fågelhundar.
De moderna settrarna har likt andra hundraser förändrats med tiden, men idag tror man att de har en gemensam förfader som uppstod i Spanien på 1500-talet. Hur de första settrarna uppstod är inte helt klarlagt, men man tror att rasen i stort är uppbyggd av samma hundar som utgjort stamfäder till dagens pointer samt de som dagens spanielraser stammar ifrån.
En del av dessa hundar hade den speciella egenskapen att vid vittring av fågel stanna upp och därmed få fågeln att trycka på marken. Detta gjorde det möjligt för jägaren att kasta ett fångstnät över såväl fågel som hund. Hundarna med denna egenskap kallades för ”setting spaniels”, och ur detta uttryck kan namnet "setter" härledas.
Första gången ordet setter användes i tryck var 1776 av pastor Simms. I Cynographia Britannica från år 1800 illustrerad av Sydenham Edwards (1768-1819) finns bilder av Old English Setter och Black and Tan Setter. På den första hundutställningen 1859 i Newcastle upon Tyne ställdes settrar ut i en gemensam klass. 1861 i Birmingham hade Black and Tan Setter egen klass.
De raser man brukar räkna till setterraserna är.
- Engelsk setter
- Gordonsetter
- Irländsk röd och vit setter
- Irländsk röd setter